# Wegkapelle (Furth)

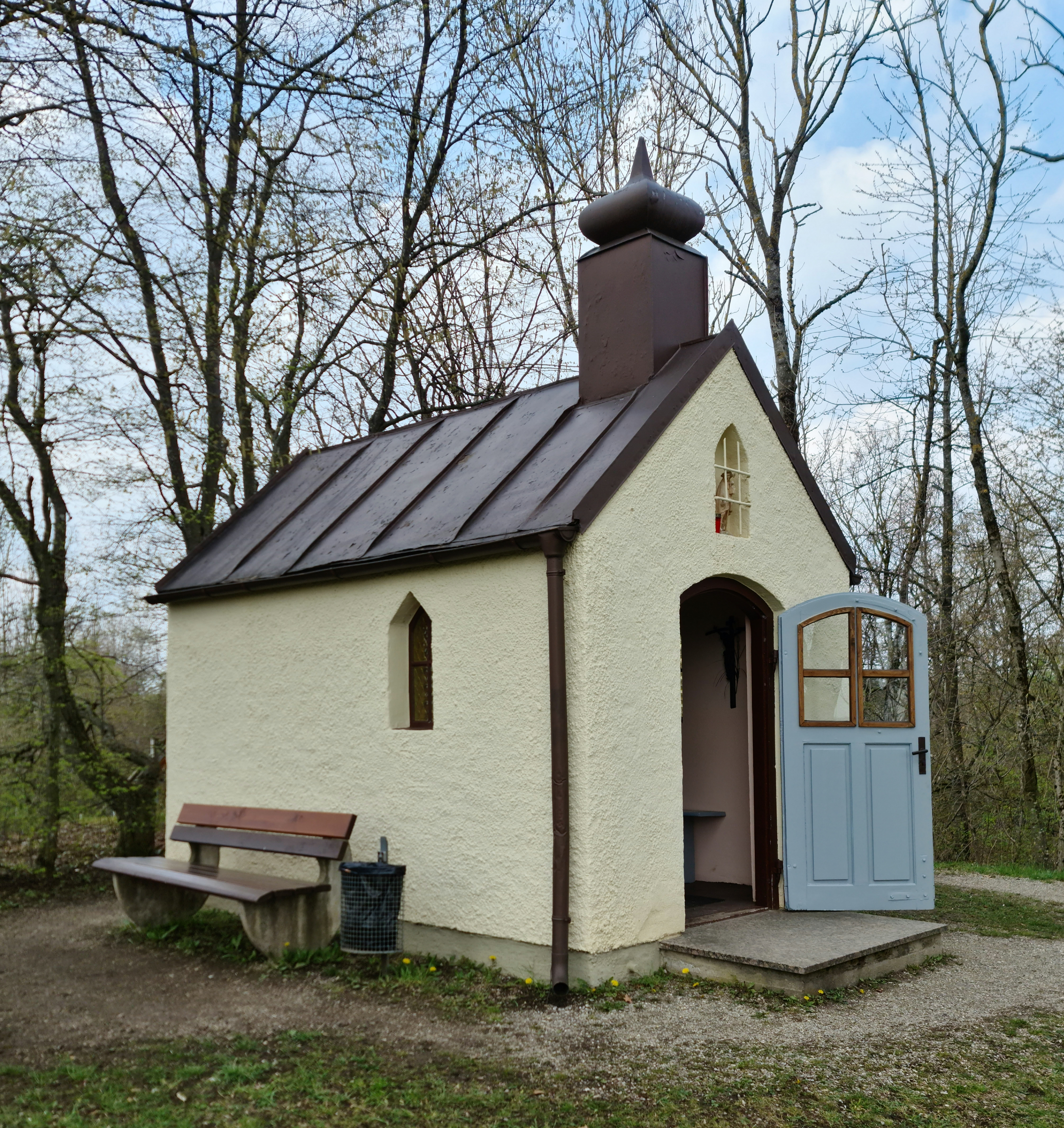
Wegkapelle Furth

Blick ins Innere

Die Wegkapelle Furth ist eine Wegkapelle im Ortsteil Furth der oberbayerischen Gemeinde Oberhaching im Landkreis München. Sie ist als Baudenkmal in die Bayerische Denkmalliste eingetragen.

## Beschreibung
Die Wegkapelle liegt nordöstlich der Ortschaft Furth an der Südseite der Kreisstraße M51 in einem Wäldchen. Von Furth ist sie über den Kapellensteig erreichbar, der um das Wäldchen herumführt und die M51 nördlich der Kapelle über eine gedeckte Holzbrücke überquert. 
Ursprünglich stand die Kapelle nördlich der Straße. Dort war sie jedoch durch einen Erdrutsch gefährdet. Daher wurde sie 1951 südlich der Straße neu errichtet.
Das Bauwerk hat eine Grundfläche von etwa 5 × 2,50 Meter und trägt ein Satteldach. Nahe der Eingangsseite sitzt ein Dachreiter mit einem Zwiebelhelm auf dem Dachfirst. Im Inneren steht eine vermutlich aus dem 18. Jahrhundert stammende Pietà auf der Altarmensa.